# Сидар Хил (Тенеси)
Сидар Хил (енгл. Cedar Hill) град је у америчкој савезној држави Тенеси.

## Демографија
По попису из 2010. године број становника је 314, што је 16 (5,4%) становника више него 2000. године.
| Група             | 2000.       | 2010.       |
| Белци             | 230 (77,2%) | 279 (88,9%) |
| Афроамериканци    | 64 (21,5%)  | 21 (6,7%)   |
| Азијати           | 0 (0,0%)    | 0 (0,0%)    |
| Хиспаноамериканци | 3 (1,0%)    | 8 (2,5%)    |
| Укупно            | 298         | 314         |